# Палушице
Палуши́це (пол.  Pałuszyce) — село в Польше, находящееся в гмине Ветшиховице Тарнувского повета Малопольского воеводства.

## География
Село располагается в 28 км от города Тарнув и 61 км от города Кракова.

## История
С 1975 по 1998 год село входило в Тарнувское воеводство.